# Канаверал
Кана́верал (англ. Cape Canaveral, у 1964–1973 рр. — мис Кеннеді) — мис, розташований посередині Атлантичного узбережжя штату Флориди (США), у повіті Бревард. Тут розміщено станцію ВПС США «Мис Канаверал» і Космічний центр імені Кеннеді. З цих майданчиків здійснюються запуски космічних кораблів у США: діють пускові майданчики ракет-носіїв «Титан», «Атлас», «Дельта». У кінці 1970-х на мисі Канаверал введено в дію майданчик для запуску корабля «Спейс Шаттл».
На території Центру імені Кеннеді працює «гостьовий комплекс», в межах якого функціонує декілька експозицій (наприклад Парк ракет) і діють автобусні екскурсії територією Центру. Щорічно його відвідують більше трьох мільйонів осіб.

## Походження назви
Назву «Canaveral» (ісп. Cañaveral) дали місцевості іспанські дослідники, (англ. canebrake, дос. «хащі тростини», від cane — «тростина» +  brake — «хащі, зарості»). Назву мис Канаверал можна інтерпретувати як «Мис тростини».

## Космодром
Рішення про побудову на мисі Канаверал полігону для космічних ракет було прийняте 81 Конгресом і підписане президентом Гарі Труменом 11 травня 1949. Роботи почалися 9 травня 1950, відповідно до договору з Дюваль, інжинірингова компанія Джексонвіллі, штат Флорида, почала будувати першу дорогу.
Перша ракета запущена на мисі була «Фау-2», ракета по імені «Бампер 8»,  24 березня 1950 року. 6 лютого 1959 було здійснено перший успішний запуск міжконтинентальної балістичної ракети «Тітан». Проєкт «Мерсері» і «Джеміні» космічні польоти НАСА були запущені з мису Канаверал, як і рейси «Аполлон» використовуючи ракети «Сатурн-1» і «Сатурн-1Б»..
Мис Канаверал був обраний для запусків ракет, використовуючи специфіку обертання Землі та сили гравітації. Лінійна швидкість поверхні Землі найбільша у бік екватора; розташування мису дозволяє ракетам скористатися цим шляхом для зльоту на схід, в тому ж напрямку, що і обертання Землі. Крім того, дуже бажано мати малонаселену територію поблизу космодрому, на випадок аварій; океан ідеально підходить для цього. Східне узбережжі Флориди має логістичні переваги перед потенційними конкуруючими майданчиками. Пусковий комплекс 46  Мису Канаверал є крайнім східним поблизу вершини мису.